# سيليسترون
سلسترون هي شركة مقرها في توررانسي، بالولايات المتحدة الأمريكية، وهي متخصصة في تصنيع التلسكوبات والمناظير وأجهزة الاستكشاف البصرية والمجاهر، وتصنع هذه الاجهزة واكسسواراتها من قبل الشركة الأم ومصانعها المنتشرة في مختلف أنحاء العالم.

## التاريخ
النواة الأولى لشركة سلسترون كانت تتمثل في Valor Electronics ، وهي شركة الإلكترونيات والمعدات العسكرية، تأسست في عام 1955 من قبل توم جونسون.
 بدأ جونسون بتصنيع التلسكوبات عندما صمم تلسكوب عاكس بقطر 6 أنش خاص بأولاده الاثنين، وفي عام 1960، أنشأ جونسون «أسترو-البصرية» والتي انبثقت عن شركته الأم "Valor Electronics"، والتي ستصبح فيما بعد «سلسترون».
بحلول عام 1964، كان جونسون قد أسس "Celestron Pacific"، والتي انبثقت كذلك عن "Valor Electronics"
حيث بدأت هذه المؤسسة تصنع المسماة «مقراب شميدت-كاسيجرين»، وهي عبارة عن تلسكوبات تجمع بين عدة عدسات ومرايا تعمل سوياً كنظام بصري متآلف.
حيث قام بتصنيع تلسكوبات تبدأ بقطر 4 أنش، ولغاية 22 أنش. في عام 1970 قدمت شركة سلسترون التلسكوب المعروف ب C8 . وهو تلسكوب بقطر 8 بوصة (2032 مم) ذو بعد بؤري ƒ10. كأول خط إنتاج يتم إنشاؤه باستخدام الأساليب التي وضعتها سلسترون من حيث الجودة العالية والتكلفة المنخفضة، حيث حصل خط الإنتاج المذكور على نجاحات كبيرة، وانتشرت هذه المنتجات بكثرة في أوساط هواة الفلك والمجتمعات التعليمية.
قام جونسون، مؤسس الشركة، ببيع «سلسترون» في عام 1980. حيث استحوذت عليها شركة «تاسكو» في عام 1997 لكنها ما لبثت أن توقفت تماماً عن العمل بعدما أفلست شركة «تاسكو» في عام 2001.
في أوائل عام 2003 حاولت الشركة المنافسة لسلسترون، "Meade Instruments"، الاستيلاء عليها، لكن وبعد عدة قضايا متلاحقة، قضت المحكمة ببيع الشركة المفلسة أصلاً إلى أصحابها الأصليين.
كانت حكومة الولايات المتحدة هي التي تملكها حتى أبريل 2005 عندما تم الاستحواذ عليها من قبل شركة "SW Technology"، هي والشركات التكنلوجية التابعة لها، وهي عبارة عن عدة شركات متخصصة في تصنيع أدوات علم الفلك والمكونات ذات الصلة، حيث بقيت تلك الشركات هي المورد الأساسي لسلسترون لأكثر من 15 عاماً.
في 13 مارس 2012 مات مؤسس الشركة توم جونسون عن عمر 89 سنة.

## المنتجات
كانت سلسترون أول شركة مصنعة للتلسكوبات المسماة «مقراب شميدت-كاسيجرين»، حيث كان الابتكار الرئيسي لسلسترون هو إنتاج المصححات الزجاجية في قالب منحني على شكل يسمى "master block" أثناء عملية التلميع.
وهذا يسمح لانتاج كميات كبيرة وغير مكلفة من لوحات المصححات بالشكل الموحد. وكانت العلامة التجارية المميزة لأنبوب التلسكوب هو اللون البرتقالي اللامع (تغيرت إلى اللون الأسود اللامع في عام 1980، (عادت إلى شبه اللامع البرتقالي في عام 2006)، وأصبح بفتحة كبيرة، وتصميم مضغوط.
شركة التلسكوبات «سلسترون» تقدم خيار استخدام برنامج محوسب لمواقع الأجسام الفلكية وكذلك من شأنها أن توجه التلسكوب من تلقاء نفسه إلى أي كائن معين، وهي تقنية تعرف باسم GoTo. معظم النماذج المحوسبة يمكنها الاتصال بجهاز كمبيوتر خارجي عن طريق منفذ كيبل آر إس 232 ، مما يتيح التحكم بالجهاز إما عن طريق برنامج مخصص بعلم الفلك أو بالاتصال عبر جهاز استقبال نظام التموضع العالمي. أجهزة الاستقبال مفيدة لبرمجة التلسكوب مع إمكانية إدخال المكان بالضبط والوقت، مما يسمح للتلسكوب ليشير إلى الجسم المرصود بشكل أكثر دقة.
بعض التلسكوبات الآلية المباعة خلال منتصف الثمانينات إلى التسعينات، بما في ذلك "Celestron Compustar" التي كانت شكلاً من أشكال الانتقال إلى التكنولوجيا، لم تكن مبرمجة بالتواريخ بعد عام 2000 م.

## المنافسة مع Mead
منذ تأسيسها في عام 1972، كانت شركة Meade Instruments أهم منافسي شركة سلسترون.
وقد تجلت المنافسة في التصميم، الأحجام، وأسعار كل شركة، كما دخلت الشركتان في نزاع طويل أدى للتقاضي بسبب التعدي على براءات الاختراع بين الشركتين، مثال على ذلك فيما يتعلق بتكنلوجيا GoTo .
وفي سبتمبر 2013، قامت شركة Sunny للبصريات، وهي شركة تابعة لشركة صينية تسمى Ningbo Sunny Electronic ، قامت بالاستحواذ كلياً على أسهم رأس المال العائدة لشركة ميد.

## معرض صور

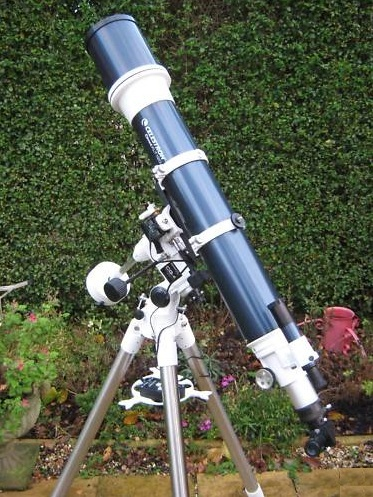
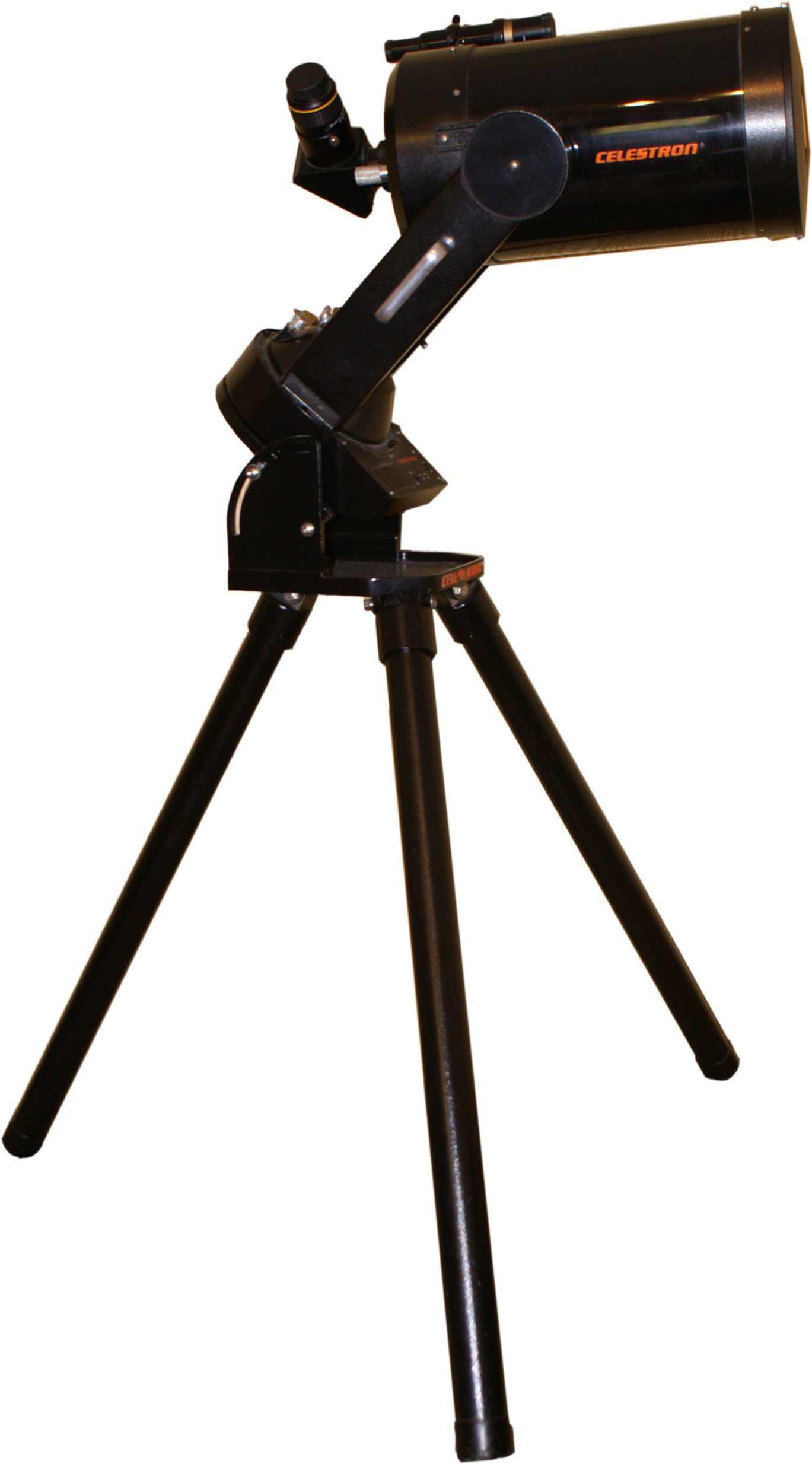
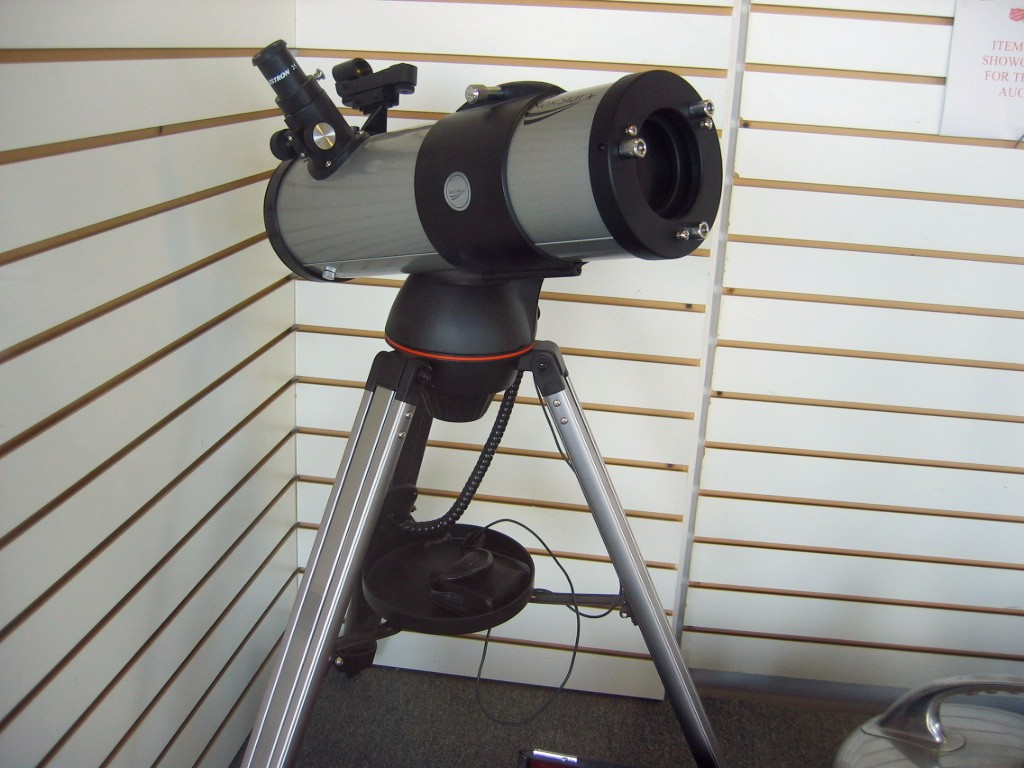
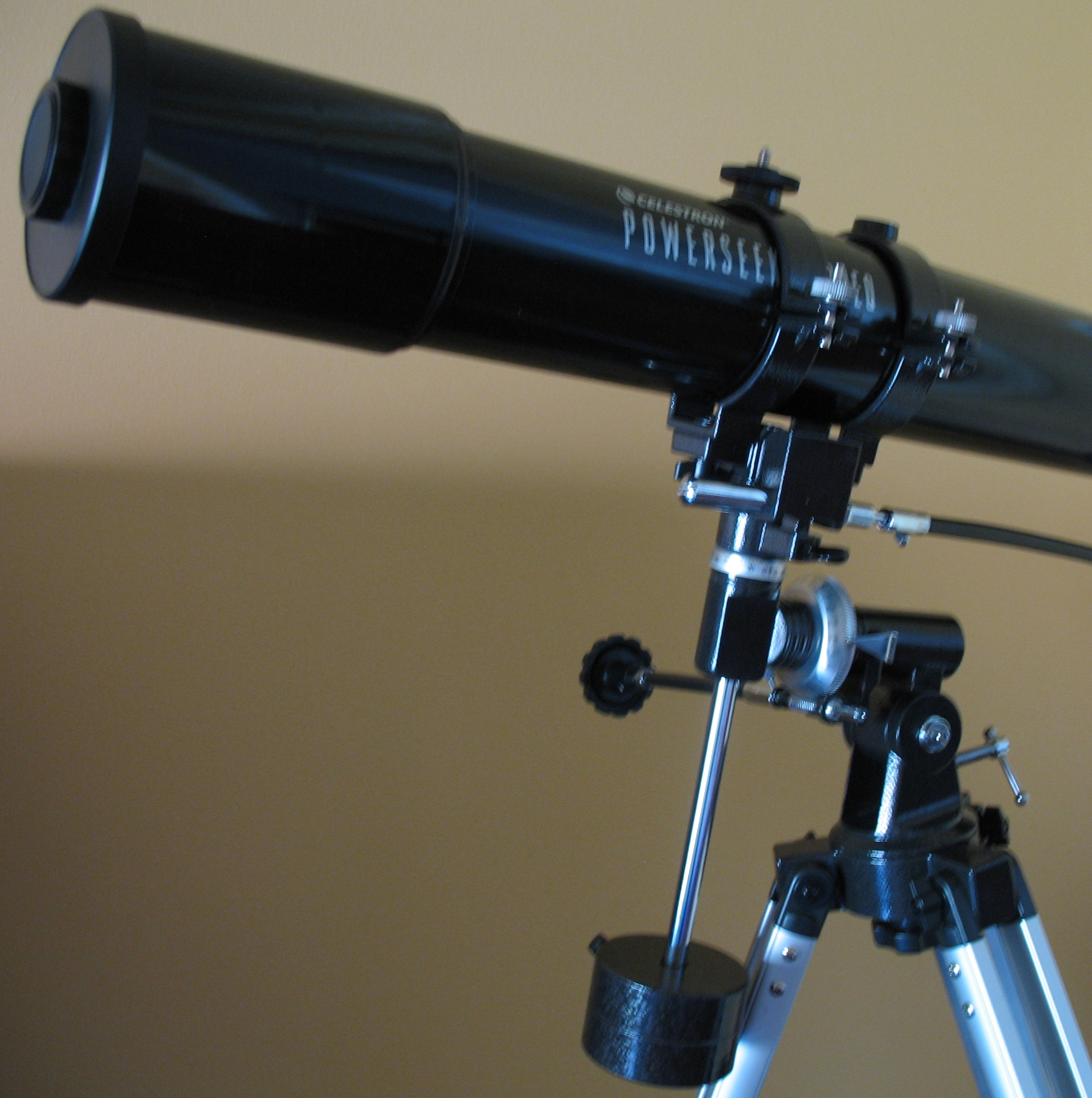
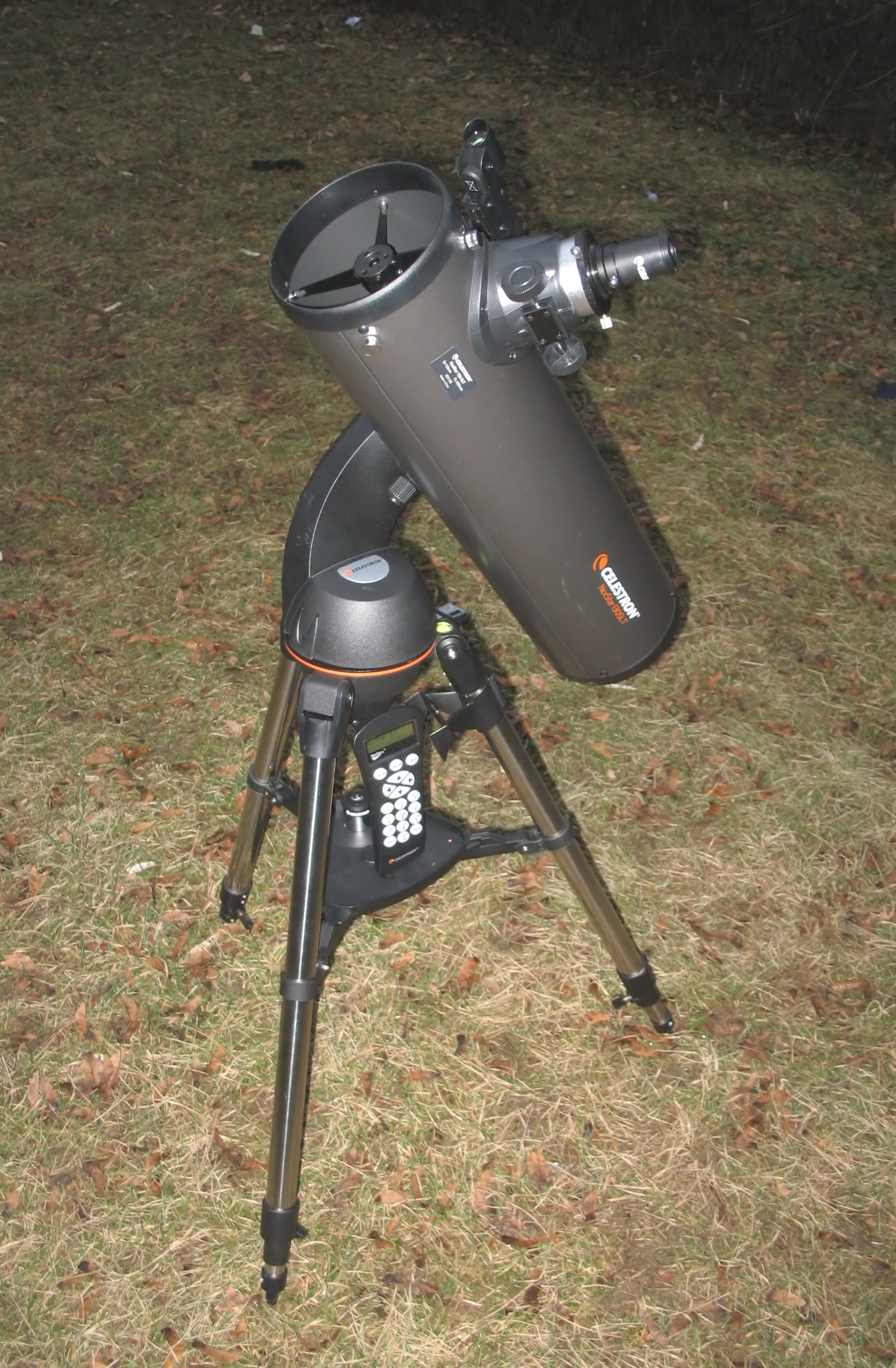
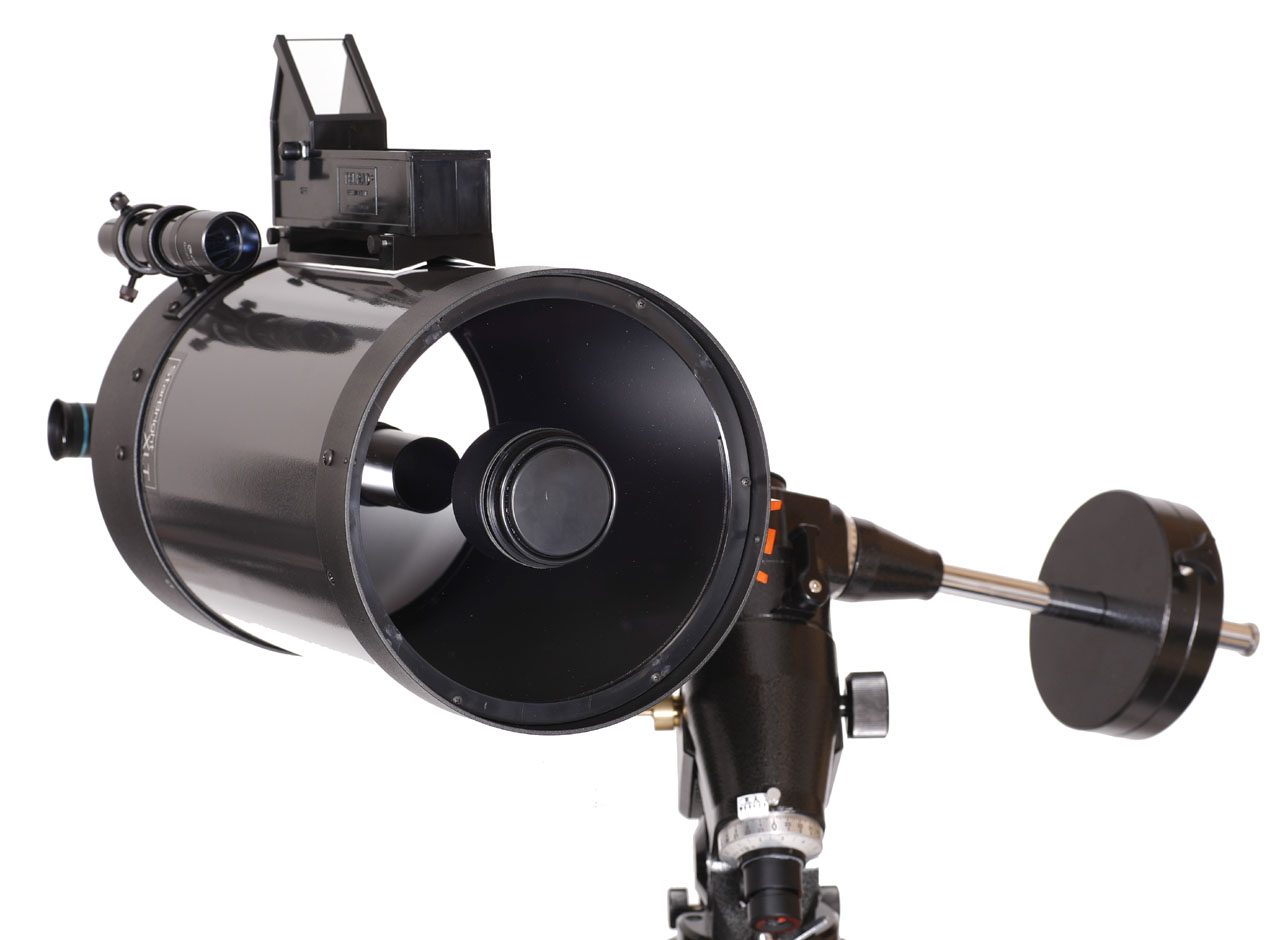
مقراب شميدت-كاسيجرين ذو مرآة قطر 205 مليمتر